# 21458 Susank
21458 Susank è un asteroide della fascia principale. Scoperto nel 1998, presenta un'orbita caratterizzata da un semiasse maggiore pari a 2,3297270 UA e da un'eccentricità di 0,0667802, inclinata di 4,63000° rispetto all'eclittica.
L'asteroide è dedicato all'astronoma statunitense Susan D. Kern in Benecchi.